# Clubiona mikhailovi
Clubiona mikhailovi is een spinnensoort uit de familie  struikzakspinnen (Clubionidae). De soort komt voor in Java.